# Cofinalidad
En teoría de conjuntos y teoría del orden, un subconjunto A de un conjunto ordenado X es cofinal en X si no tiene cota superior en X.
En teoría de conjuntos se utiliza este concepto para definir la noción de cofinalidad, que permite clasificar los distintos cardinales infinitos.

## Cofinalidad de ordinales
La definición de conjunto cofinal es:
| Sea X un conjunto ordenado. Un subconjunto A ⊆ X es cofinal en X si para cada x ∈ X existe un a ∈ A mayor o igual a x. |

Por otro lado, la noción de «cofinal» referida a ordinales es:
| Se dice que un ordinal α es cofinal en otro ordinal β si existe una función monótona f : α → β cuyo rango es cofinal en β. |

De este modo, α es cofinal en β si puede «escalarse» el ordinal β en α «saltos» arbitrariamente grandes, superando cualquier ordinal menor que β. Se define entonces la cofinalidad de un ordinal como:
| La cofinalidad de un ordinal α es el menor ordinal cf(α) que es cofinal en α. |

Es decir, cf(α) es el número mínimo de «saltos» necesarios para «escalar» α. 
La cofinalidad de un ordinal sólo tiene interés para ordinales límite, ya que dado cualquier ordinal sucesor  se tiene que cf(α) = 1. En efecto, el rango de la función f : 1 → α dada por f(0) = β es cofinal en α.
Puede demostrarse que se requieren infinitos «saltos» para escalar un ordinal límite, y que no cualquier ordinal puede ser la cofinalidad de otro:
| - Dado un ordinal límite λ, ω ≤ cf(λ) ≤ λ. - La cofinalidad de un ordinal es siempre un cardinal de Von Neumann: para todo α, cf(α) ∈ K. - En particular, si card(λ) = κ, entonces cf(λ) ≤ κ. - La confinalidad es idempotente: cf(cf(α))=cf(α). |

Ejemplos. 
(Se puede utilizar la notación de números alef para hablar de cofinalidades, identificando ℵα con el correspondiente ordinal ωα.)
- Ningún número natural n es cofinal en ω, porque el rango de cualquier función f : n → ω tiene un máximo, f(n – 1), y por tanto una cota superior estricta, f(n – 1) + 1. Así, cf(ω) = ω.
- Si se asume el axioma de elección (o incluso una versión más débil), la cofinalidad del primer ordinal no numerable ω1 no es ningún ordinal numerable δ . Esto se debe a que entonces, la unión numerable de conjuntos numerables es a su vez numerable, y ninguna función f : δ → ω1 es cofinal: la unión de los ordinales en su imagen, todos ellos numerables por la definición de ω1, es un ordinal numerable α, y α + 1 es menor que ω1 y una cota estricta para el rango de f. Por tanto, ha de ser cf(ω1) = ω1.
- El cardinal ℵω es la unión numerable de los cardinales ℵn. Puesto que esa serie numerable no tiene cota en ℵω, se tiene que cf(ℵω) = ω.

## Ordinal regular
Un ordinal α es regular si coincide con su confinalidad, α = cf(α). Un ordinal regular es de hecho un cardinal.